# Planet Coaster
Planet Coaster (с англ. — «Планета аттракционов») — компьютерная игра в жанре cимулятора строительства и управления, разработанная и изданная компанией Frontier Developments для консолей и персональных компьютеров.

## Игровой процесс
Planet Coaster представляет собой симулятор строительства парка развлечений. Подобно своему духовному предшественнику — RollerCoaster Tycoon 3, игра позволяет игрокам строить различные аттракционы и американские горки. В игре присутствуют три основных игровых режима:
- «Песочница» — игроку предстоит построить свой тематический парк на пустом земельном участке. При этом все функции и аттракционы игры разблокированы, а средства игрока не ограничены.
- «Испытание» — режим аналогичен предыдущему, но ограничен денежными средствами, аттракционами и ларьками, которые походу расширения парка предстоит исследовать, чтобы приобрести возможность использовать их в строительстве.
- «Карьера» — игрок имеет недостроенный парк, а его задачей является исполнение таких поручений, как сбор определённого количества денег или постройка конкретных аттракционов.

Также в игре присутствует режим редактора сценариев, который позволяет игроку создавать в уже имеющихся у него парках свои собственные сценарии, которые он в дальнейшем может полноценно пройти в режиме «Карьера». При желании игрок может разместить свои сценарии, парки, или иной собственный внутриигровой контент как в мастерской Steam (в случае наличия у него цифровой версии игры, приобренной в Steam), так и на отдельных сайтах по распространению пользовательских модификаций.

## Рецензии
| Сводный рейтинг    | Сводный рейтинг                                             |
| Агрегатор          | Оценка                                                      |
| ------------------ | ----------------------------------------------------------- |
| GameRankings       | 85,36 %                                                     |
| Metacritic         | PC: 84/100 PS4: 79/100 PS5: 81/100 XONE: 85/100 XSX: 83/100 |
| Иноязычные издания |                                                             |
| Издание            | Оценка                                                      |
| Destructoid        | 7,5/10                                                      |
| Edge               | 8/10                                                        |
| Game Informer      | 8,25/10                                                     |
| GameRevolution     | [ 13 ]                                                      |
| GameSpot           | 9/10                                                        |
| IGN                | 8,5/10                                                      |
| PC Gamer (US)      | 75/100                                                      |

Энди Келли из PC Gamer написал, что инструменты предлагают «огромные возможности». Агрегатор Марк Уолтон из Ars Technica отметил несколько мелких недостатков, включая «трудное для навигации» меню и отсутствие изготовленных на заказ американских горок.
Летом 2018 года, благодаря уязвимости в защите Steam Web API, стало известно, что точное количество пользователей сервиса Steam, которые играли в игру хотя бы один раз, составляет 1 682 734 человека.